# Batrachorhina
Batrachorhina – rodzaj chrząszczy z rodziny kózkowatych i podrodziny zgrzypikowych.

## Zasięg występowania
Przedstawiciele tego rodzaju występują w Afryce Subsaharyjskiej od Gwinei i Somalii na płn. po RPA na płd., a także na Madagaskarze (gdzie są najliczniejsi), Komorach i Maskarenach.

## Systematyka
Do Batrachorhina należą 73 gatunki i 5 podrdzajów:

- Podrodzaj:Batrachorhina Chevrolat 1842
  - Batrachorhina albolateralis
  - Batrachorhina albostrigosa
  - Batrachorhina bipuncticollis
  - Batrachorhina cristata
  - Batrachorhina griseicornis
  - Batrachorhina katangensis
  - Batrachorhina niveoscutellata
  - Batrachorhina postmaculata
  - Batrachorhina pruinosa
  - Batrachorhina rodriguezi
  - Batrachorhina semiluctuosa
  - Batrachorhina similis
  - Batrachorhina sogai
  - Batrachorhina subgriseicornis
  - Batrachorhina vulpina
- Podrodzaj: Coedomea Thomson, 1868
  - Batrachorhina affinis
  - Batrachorhina albopicta
  - Batrachorhina albovaria
  - Batrachorhina apicepicta
  - Batrachorhina cruciata
  - Batrachorhina decarpenteriesi
  - Batrachorhina distigma
  - Batrachorhina flavomarmorata
  - Batrachorhina flavoplagiata
  - Batrachorhina griseiventris
  - Batrachorhina griseofasciata
  - Batrachorhina griseoplagiata
  - Batrachorhina induta
  - Batrachorhina kenyana
  - Batrachorhina kenyensis
  - Batrachorhina lactaria
  - Batrachorhina lateritia
  - Batrachorhina madagascariensis
  - Batrachorhina medioalba
  - Batrachorhina mediomaculata
  - Batrachorhina nebulosa
  - Batrachorhina nervulata
  - Batrachorhina niviscutata
  - Batrachorhina orientalis
  - Batrachorhina paralateritia
  - Batrachorhina paraniviscutata
  - Batrachorhina rufina
  - Batrachorhina strandi
  - Batrachorhina vadoniana
  - Batrachorhina vagepicta
  - Batrachorhina vieui
  - Batrachorhina wittei
- Podrodzaj: Setocoedomea Breuning, 1957
  - Batrachorhina alboplagiata
  - Batrachorhina niveoplagiata
  - Batrachorhina simillima
- Podrodzaj: Soridus Gahan, 1890
  - Batrachorhina approximata
  - Batrachorhina biapicata
  - Batrachorhina bipunctipennis
  - Batrachorhina cephalotes
  - Batrachorhina dentifera
  - Batrachorhina excavata
  - Batrachorhina fasciculata
  - Batrachorhina flavoapicalis
  - Batrachorhina fuscolateralis
  - Batrachorhina grisea
  - Batrachorhina jejuna
  - Batrachorhina kivuensis
  - Batrachorhina lichenea
  - Batrachorhina miredoxa
  - Batrachorhina mirei
  - Batrachorhina paralichenea
  - Batrachorhina principis
  - Batrachorhina tanganjicae
- Podrodzaj: Trichocoedomea Breuning, 1942
  - Batrachorhina griseotincta
  - Batrachorhina obliquevittata
  - Batrachorhina paragriseotincta
  - Batrachorhina tuberculicollis
  - Batrachorhina vadoni